# Podróż służbowa
Podróż służbowa – podróż, którą pracownik odbywa na polecenie pracodawcy w ramach wykonywanej pracy poza miejscowość, w której znajduje się siedziba firmy (lub stałe miejsce pracy pracownika). Podróż służbowa związana jest z delegacją (oddelegowaniem) pracownika do wykonania pewnego zadania.
Z tytułu podróży krajowej oraz zagranicznej odbywanej w terminie i miejscu określonych przez pracodawcę pracownikowi przysługuje:
- zwrot kosztów podróży: przejazdów, dojazdów środkami komunikacji miejscowej, noclegów, innych niezbędnych udokumentowanych wydatków (określonych lub uznanych przez pracodawcę odpowiednio do uzasadnionych potrzeb),
- dieta za czas podróży służbowej.

W polskim prawodawstwie zasady rozliczania podróży służbowej pracownika określa Kodeks pracy oraz minister właściwy do spraw pracy, w drodze rozporządzenia.
Polskie prawo podatkowe nie definiuje jednoznacznie terminu podróż służbowa. Koszty związane z podróżami służbowymi należy również rozpatrywać pod kątem obowiązujących przepisów w zakresie podatku dochodowego (pracownika i pracodawcy) oraz składek na ubezpieczenia społeczne.

## Oddelegowanie i podróż służbowa
Podróż służbowa – polecenie od pracodawcy na odbycie podróży pracownika poza miejscowość, w której znajduje się siedziba firmy lub stałe miejsce pracy danego pracownika.
Oddelegowanie pracownika – wysłanie pracownika do wykonywania pracy na określony czas do miejscowości innej niż wskazana w umowie o pracę. Przy okazji wiąże się, to z wystawieniem aneksu do umowy, w celu zmiany warunków pracy na umowie – wskazanego tam miejsca wykonywania pracy.

## Polecenie wyjazdu służbowego – delegacja pracownika
Podstawą formalną podróży służbowej jest polecenie wyjazdu służbowego (w praktyce stosuje się polecenie wydane na piśmie, nie jest ono wymagane, ale żeby uniknąć wszelakich niedomówień, warto sporządzić taki druk), które określa termin, miejsce oraz cel konkretnego wyjazdu.
Osobą wydającą polecenie jest pracodawca. Jeśli pracownik odmówi wykonania polecenia – nie pojedzie w podróż służbową, pracodawca może wyciągnąć odpowiednie konsekwencje. Nie dotyczy to kobiet w ciąży oraz jednego z rodziców opiekujących się dzieckiem do 4. roku życia.

## Delegacja krajowa i zagraniczna.
Każdemu pracownikowi odbywającemu podróż służbową przysługują pewne należności na pokrycie kosztów związanych z delegacją.
Prawo pracy zezwala pracodawcom nienależącym do państwowej strefy budżetowej na w miarę swobodne ustalanie zasad dotyczących należności związanych z podróżą służbową. Należności jednak nie mogą być niższe niż należności przysługujące pracownikowi zatrudnionemu w sferze budżetowej. Postanowienia te zawiera się w regulaminie wynagradzania lub w układzie zbiorowym pracy bądź gdy powyższe nie są spełnione w umowie o pracę.

### Delegacje krajowe
W kwestii podróży służbowej – delegacji krajowej, ważne kwestie to: diety, nocleg, koszty transportu, należności za inne wydatki, zaliczka na przewidywane koszty podróży służbowej, zwrot kosztów z tytułu podróży stanowiąca przychód ze stosunku pracy, koszty podatkowe dla pracodawców.
Dieta jest kwotą, na pokrycie zwiększonych kosztów wyżywienia w czasie podróży, należną pracownikowi odbywającemu z polecenia pracodawcy podróż służbową. Obecnie wysokość pełnej diety krajowej wynosi 45 zł. Nalicza się ją za czas trwania podróży, począwszy od rozpoczęcia, czyli wyjazdu do zakończenia, czyli powrotu z podróży służbowej.
Jeżeli podróż krajowa trwa nie dłużej niż dobę i wynosi:
- od 8 do 12 godzin – przysługuje połowa diety krajowej,
- ponad 12 godzin – przysługuje dieta w pełnej wysokości.

Jeżeli podróż krajowa trwa dłużej niż dobę, za każdą dobę przysługuje dieta w pełnej wysokości, a za niepełną, ale rozpoczętą dobę:
- do 8 godzin – przysługuje połowa diety krajowej,
- ponad 8 godzin – przysługuje dieta w pełnej wysokości.

Co ważne obowiązujące rozporządzenie uwzględnia możliwość pomniejszenia diety, jeśli pracownik będzie miał zapewnione częściowe wyżywienie, i tak:
- śniadanie – pracodawca obniża dietę o 25%,
- obiad – pracodawca obniża dietę o 50%,
- kolacja – pracodawca obniża dietę o 25%.

Ważne są jeszcze Nocleg w delegacji krajowej, Koszty transportu, Należności za inne wydatki, zaliczkę na przewidywane koszty podróży służbowe, zwrot kosztów z tytułu tej podróży stanowi przychód ze stosunku pracy, Koszty podatkowe dla pracodawców.

### Delegacja zagraniczna
W kwestii podróży służbowej – delegacji zagranicznej, ważne kwestie to: diety, nocleg, dojazdy, należności za inne wydatki. Zaliczki dla pracowników odbywających delegacje zagraniczne wypłacane są najczęściej w walucie docelowego kraju podróży. Za zgodą pracownika jej równowartość może być wypłacona również w walucie polskiej.
Delegowany pracownik otrzymuje zwrot kosztów, ale kwoty te objęte są limitami podatkowym i normami zgodnie z obowiązującym prawem. Kwoty, jakie otrzyma pracownik, różnią się w zależności od kraju, do którego zostanie oddelegowany. Pracownik musi wykazać faktury i rachunki, z których będzie rozliczony.
Pracownikowi w zagranicznej podróży przysługuje dieta żywieniowa niezależnie od tego, jak długo trwa delegacja. Czas trwania podróży to wyznacznik kwoty, jaką pracodawca zobowiązany jest zapewnić zatrudnionemu. Wysokość diet zagranicznych określa Rozporządzenie Ministra Gospodarki i Pracy z dnia 14 września 2005 r. Ich wysokość oczywiście różni się w zależności od kraju, w którym odbywa się podróż służbowa:
- 100% diety w przypadku pełnej doby spędzonej w podróży,
- 1/3 wartości diety zagranicznej w podróży trwającej mniej niż 8 godzin,
- pół diety zagranicznej za czas od 8 do 12 godzin,
- przy podróży trwającej ponad 12 godzin, ale niepełną dobę, przysługuje całościowa dieta dzienna.

W sytuacji, gdy pracodawca zapewni delegowanemu pełne wyżywienie w zagranicznej podróży służbowej, przysługuje mu 25% diety. Jeżeli szef zagwarantuje jedynie częściowe wyżywienie, również zobligowany jest wypłacić należne środki, ale kwoty obniża się stosunkowo o zapewnione wyżywienie:
- śniadanie – 15% diety,
- obiad – 30% diety,
- kolacja – 30% diety.